# Kasteel Reijmersbeek

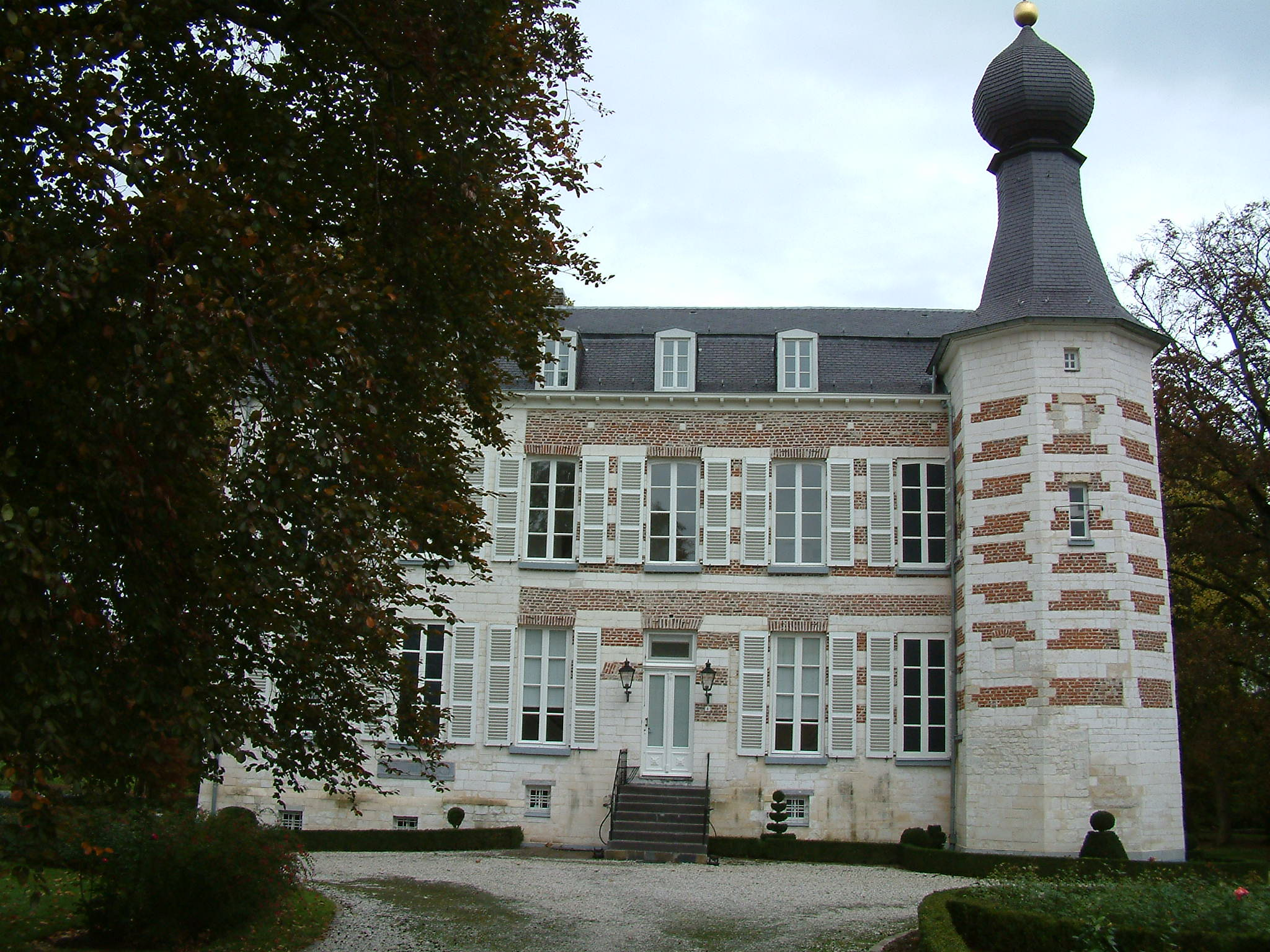
Kasteel Reijmersbeek te Nuth

Kasteel Reymersbeek is een kasteel in de Nederlands-Limburgse gemeente Beekdaelen. Het is gelegen in het dal van de Geleenbeek en ligt ingeklemd tussen het industrieterrein Breinder, de autosnelweg A76 en de spoorlijn Sittard-Heerlen. Het kasteel is een rijksmonument.

## Beschrijving van het kasteel Reijmersbeek
Het huidige kasteel Reijmersbeek stamt uit de zestiende eeuw, maar het huidige uiterlijk is grotendeels uit de achttiende eeuw. Het kelderplan bezit een zwaar achtribbig kruisgewelf. Het hoofdgebouw met verdieping is opgetrokken uit baksteen met speklagen en is afgedekt met een mansardedak. De hoektoren dateert uit de zestiende eeuw. De Oostenrijkse uienvormige spits op dit torentje werd in 1970 aangebracht. De voorgevel van het kasteel is voorzien van een klein fronton. De rechterzijgevel heeft mogelijk in plaats van topgevels in de trant van kasteel Schaesberg een krulgevel gehad, aangezien zich in de rechtertop een mergelblok met ronde contour bevindt. Het herenhuis beschikt over een kamer in Lodewijk XVI-stijl.
Het kasteelterrein was in het verleden omgeven door visvijvers die gevoed worden door de Geleenbeek. Tegenwoordig resteert slechts een vijver in de aangelegde parktuin.
Ten zuiden van het kasteel ligt de grote U-vormige kasteelboerderij die dateert uit de zeventiende en achttiende eeuw. Twee evenwijdig door schilddaken gedekte zijvleugels worden onderling verbonden door een lage voorgevel die voorzien is van een poortgebouw met tentdak.
Bij de restauratie van 2001 is het hoofdgebouw van zijn witte pleisterlaag ontdaan, waardoor de speklagen opnieuw zichtbaar werden. De bouwstijl van kasteel Reijmersbeek vertoont sterke overeenkomsten met die van kasteel Schaesberg en kasteel Puth.

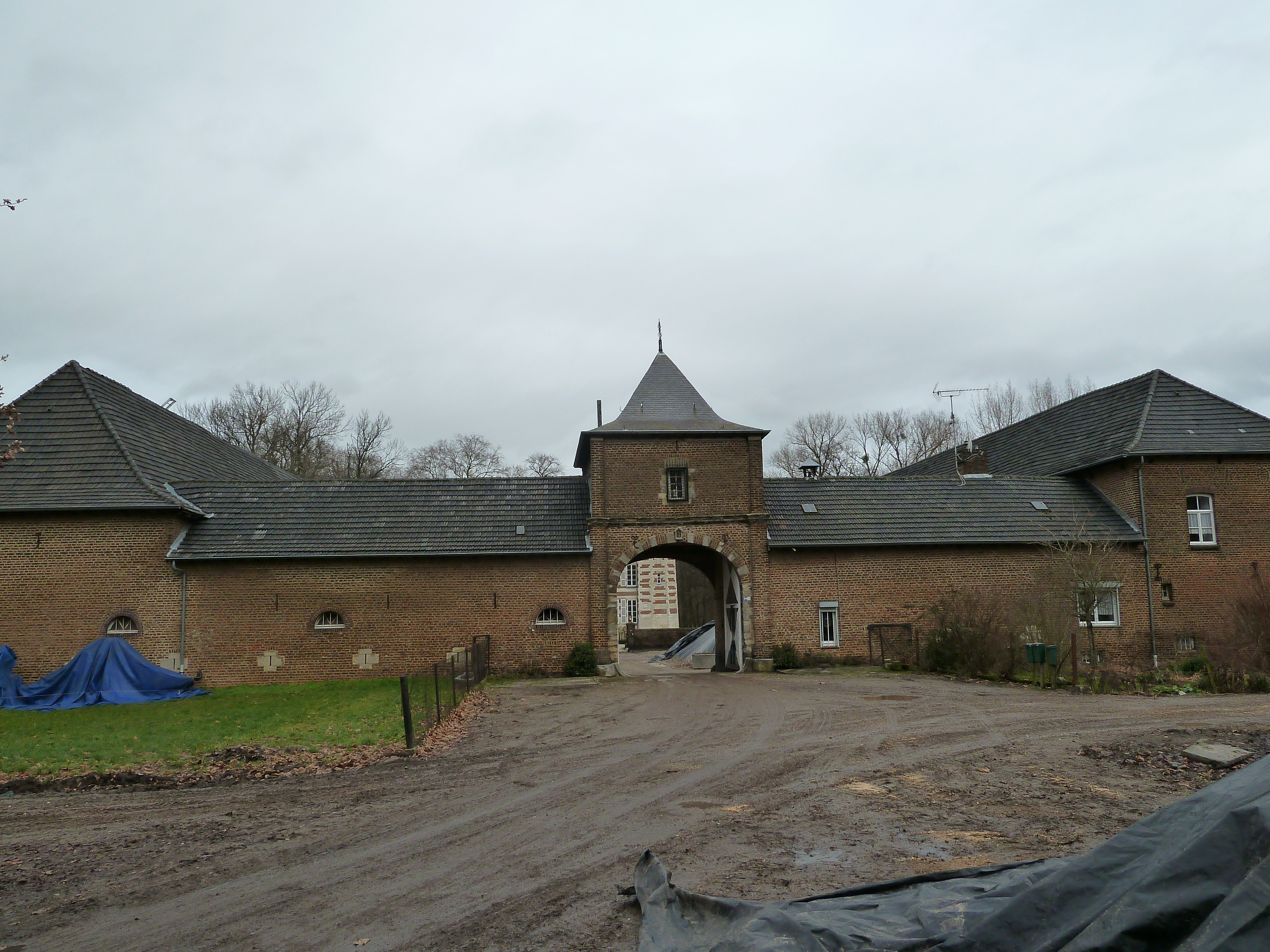
Kasteelhoeve
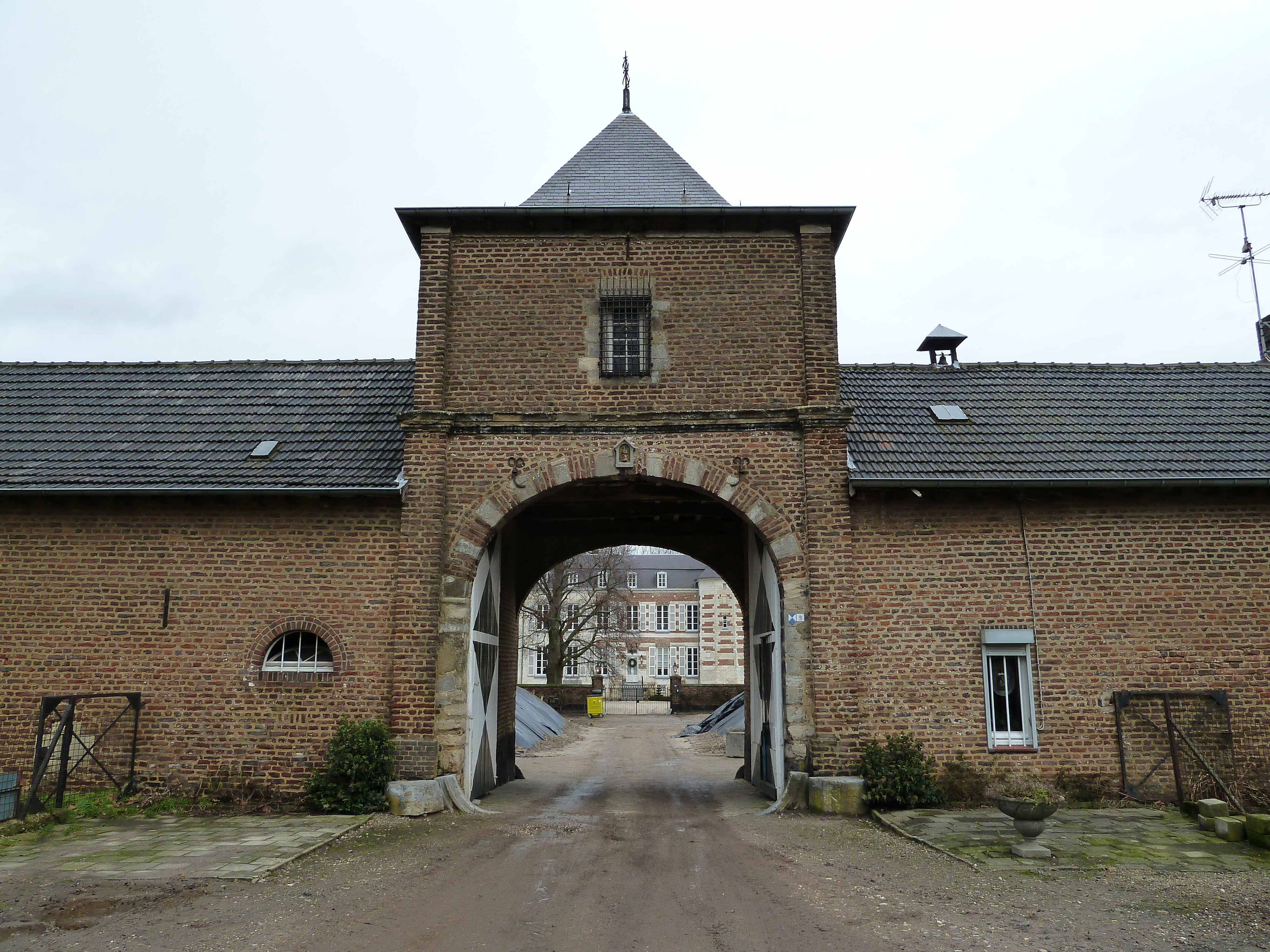
Poortgebouw met zicht naar het kasteel
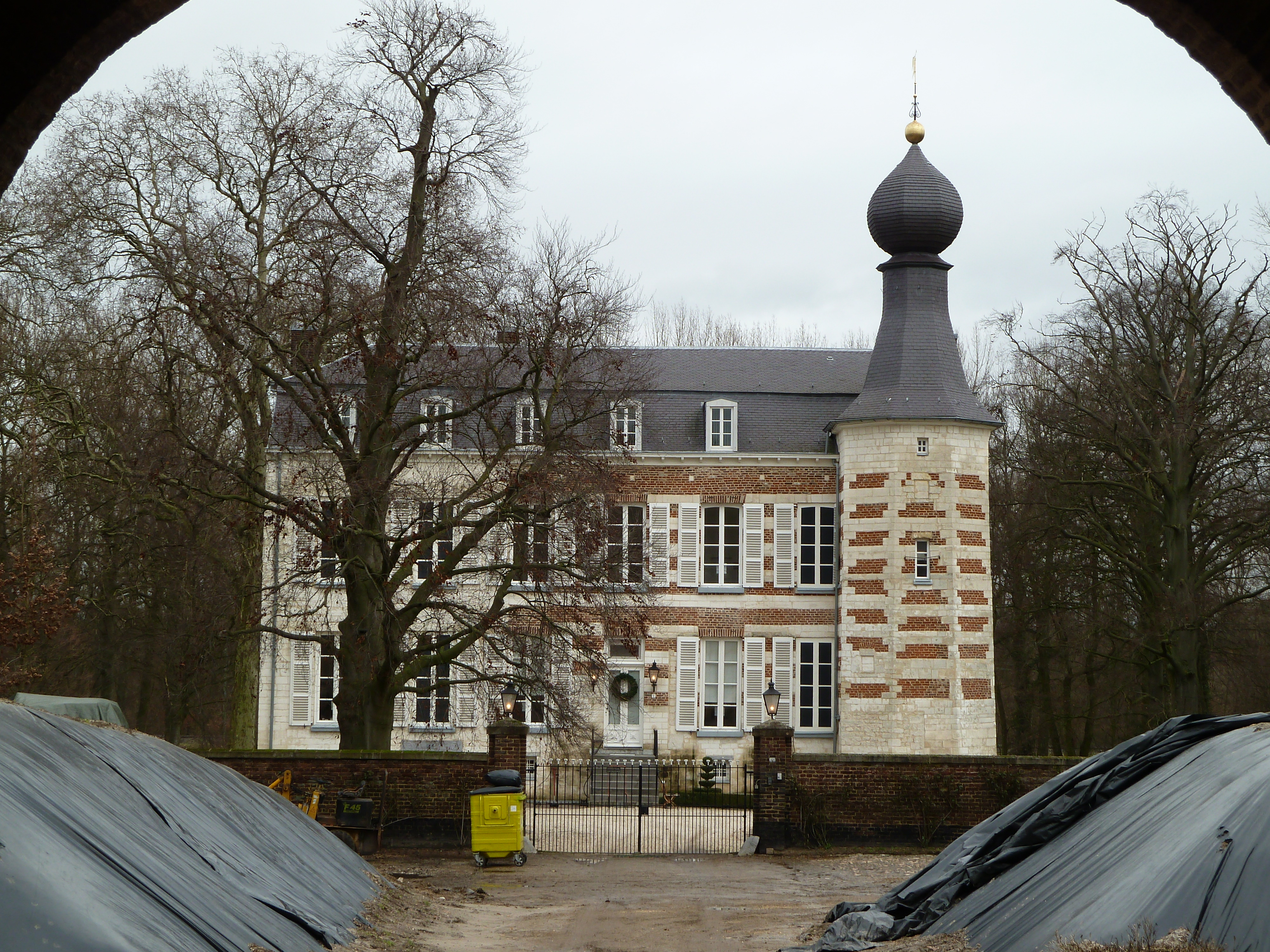

## Geschiedenis en bewoners

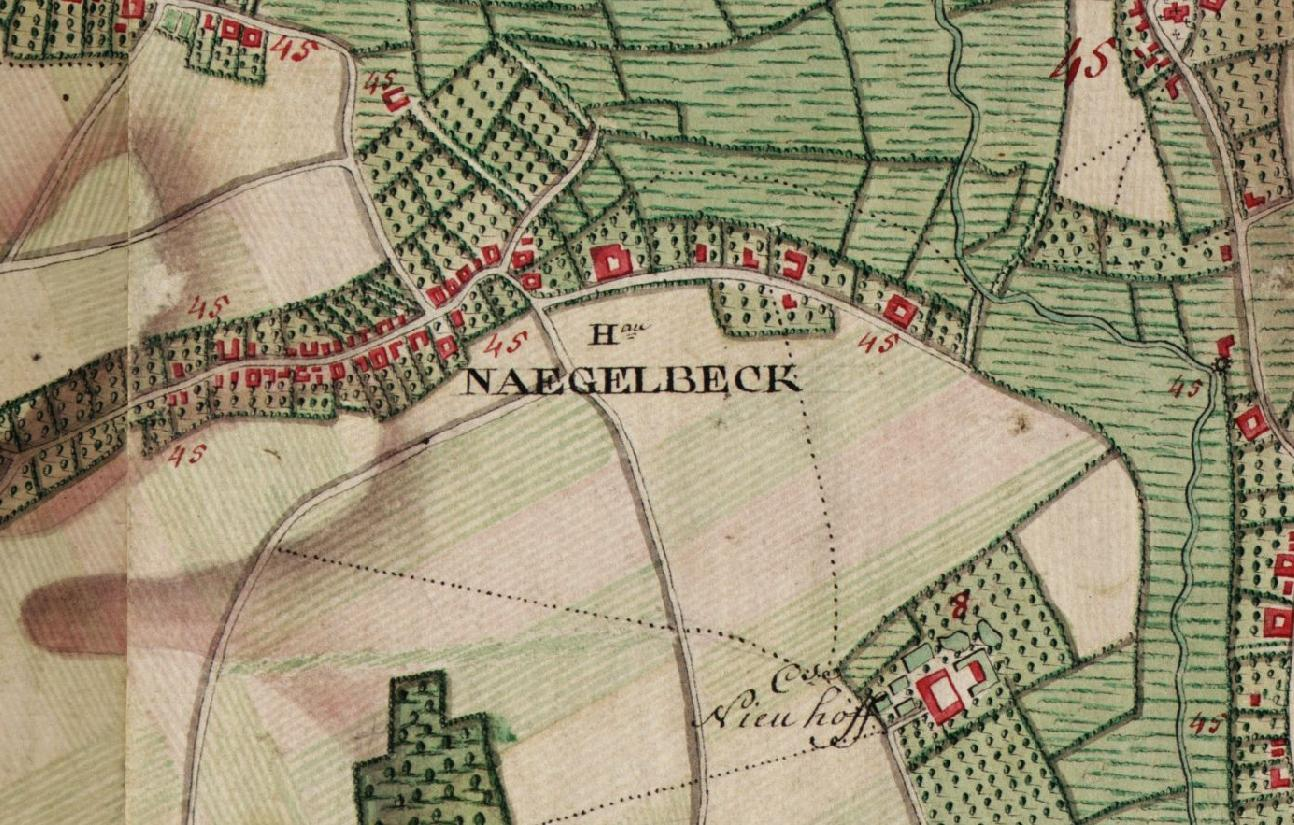
Kasteel Reijmersbeek bij Nagelbeek op de Ferrariskaart van 1771-1775. Hier per ongeluk vermeldt als 'Nieuhoff'!

### Tot aan de Franse Tijd
Het ontstaan van kasteel Reijmersbeek moet waarschijnlijk in de veertiende eeuw geplaatst worden. In die eeuw is er sprake van jonker Barthelomeus van Reijmersbeek. Kasteel Reijmersbeek heeft van oudsher sterke banden met het dorp Schinnen. Het kasteel behoorde van oudsher tot de parochie Schinnen en was leenroerig aan het leenhof van kasteel Terborgh. Van de pachthoeve Groot Breinderade werd de ligging veelal omschreven als ‘bij Reijmersbeek’. Ook geeft Vonk (2010) aan, dat Reijmersbeek een aanzienlijk aantal laatgoederen bezat in het dorp Schinnen.
De eigenaren van Reijmersbeek hebben het landgoed in de loop der tijd uitgebreid met o.a. bezittingen van het leenhof van Merkelbeek en het laathof Nieuwenhof te Nuth.
Sinds 1479 beschikken de eigenaren van het kasteel Reijmersbeek over een eigen altaar –het Reijmersbeeker koor- en grafkelder in de Sint-Dionysiuskerk van Schinnen. Wegens oorlogsgeweld ging het kasteel en de slotkapel verloren.
In 1626 wordt het dorp Nuth afgescheiden van de hoofdbank Klimmen en wordt een zelfstandige heerlijkheid onder de familie Van Eynatten, heren van Reijmersbeek. Het kasteel Reijmersbeek is vanaf die tijd de heerlijkheidszetel. De laatste familietelg te Reijmersbeek was Karel Theodoor van Eynatten,gehuwd met Balduina Amelia Walbugis, barones van Rolshausen. Hij werd in 1782 heer van Nuth en Reijmersbeek.

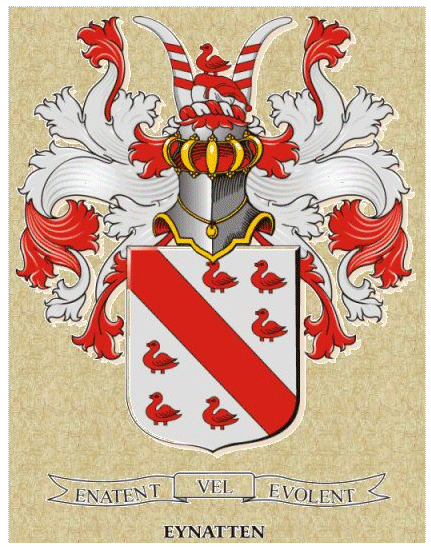
Familiewapen van Eynatten

### Vanaf de Franse Tijd
In 1809 verkoopt Karel Theodoor van Eijnatten kasteel Reijmersbeek aan de rechtsgeleerde Paul Lekens uit Maastricht. Zoon Paul August Lekens, gehuwd met Henriette de Montaigne wordt in 1813 burgemeester van Nuth en volgt zijn vader op als eigenaar van Reijmersbeek. 
Zijn dochter Maria Louisa Paulina Josephina Augustina Lekens huwde baron Alphonse Hilaire Joseph Hubert Michiels van Kessenich en dit echtpaar woonde tot hun dood op het kasteel.
Michiels van Kessenich (1843-1922) was lid van de Eerste Kamer der Staten-Generaal voor de provincie Limburg van 1899 1922. Naast zijn politieke carrière was hij ook grootgrondbezitter.

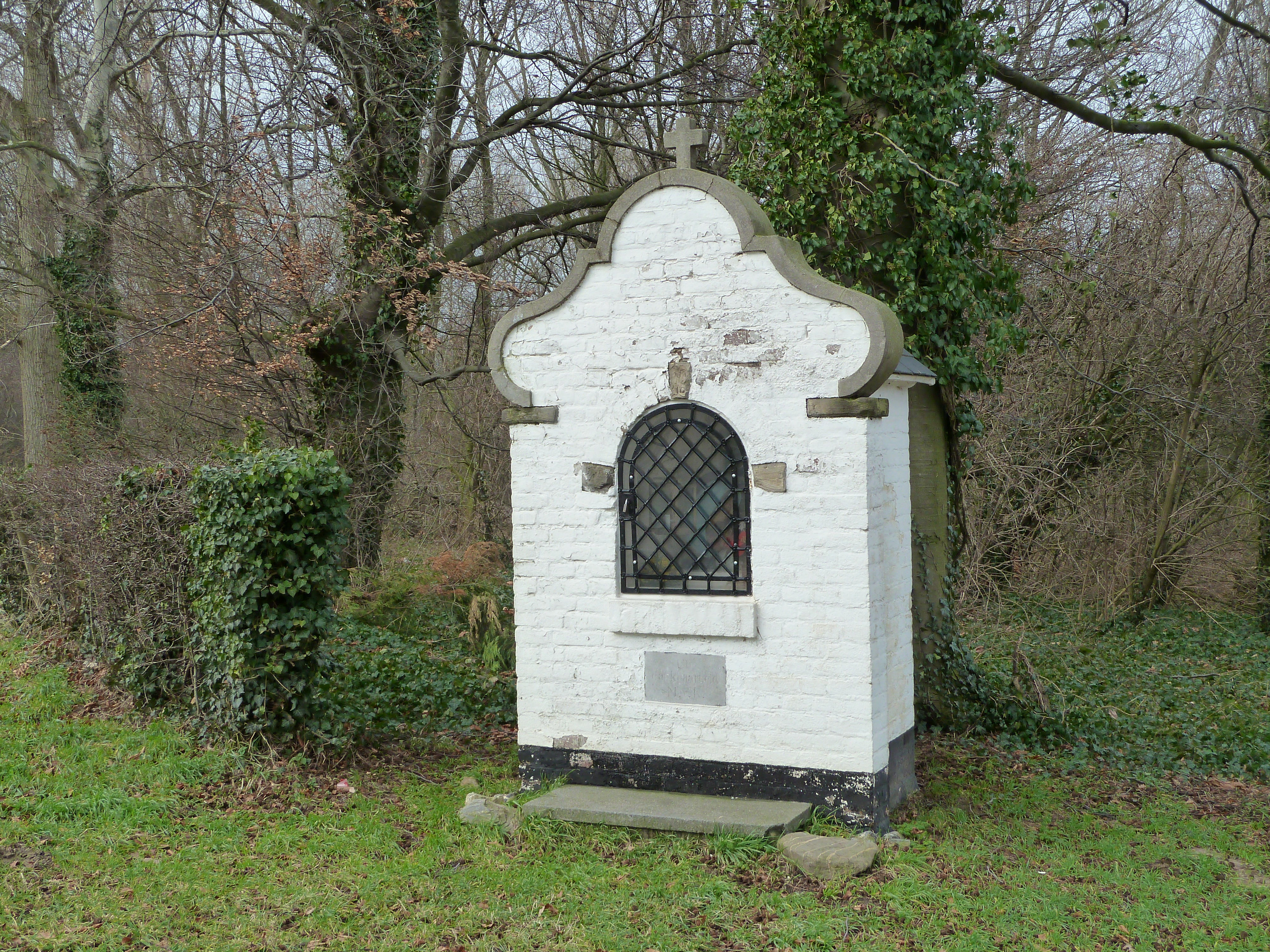
Kapel in de buurt van het kasteel

## Trivia
- Kasteel Reijmersbeek zou gefungeerd hebben als vergaderplek voor de zogenaamde Kring van Reijmersbeek. Volgens kerkhistorici speelt de geheimzinnige Kring van Reijmersbeek in 1968 een belangrijke rol bij de benoeming van dr. Joannes Matthijs Gijsen tot bisschop van Roermond. De kring zou bestaan uit invloedrijke Rooms-katholieken: adel, regenten en geestelijken, die zich zorgen maken over de democratische koers die de Limburgse kerkprovincie vanaf de jaren ’60 vaart. .[5][6]
- Kasteel Reijmersbeek heeft eveneens gefungeerd als decor voor diverse films. Onder meer in de film Billy Turf het dikste studentje ter wereld wordt zowel binnen als buiten het kasteel opgenomen. De film is geproduceerd door Rex Films. .[7]

Aerwinkel · Kasteel Afferden · Aldt Huys · Aldenborgh · Kasteel Aldenghoor · Aldenhoven · Alte Burg · Kasteel Amstenrade · Slot Annendael · Kasteel Arcen · Baersdonck · Bakvliet · Baronsberg · Baxhof · Beegden ·  Benzenrade · Kasteel De Berckt · Kasteel Bethlehem · Beusdaelshof · Binsfeld · Huis Blankenberg · Kasteel Bleijenbeek · Blitterswijck · Boerlo · Bolberg · Bollenberg · Kasteel De Bongard · Borggraaf · Kasteel d'Erp · Kasteel Borggraaf · Kasteel Borgharen · Kasteel Born · Huis Bree · Breust · Kasteel Broekhuizen · Broekhuizen · Gracht Burggraaf · Kasteel De Burght · Kasteel Cartils · Cloppenburg (Oost-Maarland) · Kasteel Cortenbach · Huis De Dael · Dammerscheid · Kasteel De Bockenhof · De Donck (Sevenum) · De Donck (Swolgen) · De Dorth ·  Huis ten Dijcken · Kasteel Doenrade · De Doom · Douve · Douvenrade · De Dries · Kasteel Erenstein · Kasteel Eijsden · Eijsden · Einrade · Kasteel Elsloo · Ensenbroek · Eperhuis · Etzenraderhuuske · Exaten · Kasteel Eijckholt · Kasteel Eyckholt · Eys · Gastendonck · Kasteel Genbroek · Gebroken Slot · Kasteel Geijsteren · Kasteel Op Genhoes · Kasteel Genhoes · Genneperhuis · Kasteel Het Geudje · Kasteel Geulle · Kasteel Geusselt · Geijsteren · Gen Heck · Ghoor · Kasteel Goedenraad · Kasteel Grasbroek · Kasteel Groenendaal · Groethof · Groot Paarlo · Kasteel van Gronsveld · De Gun ·Kasteel Haeren · Kasteel Den Halder · Heerlaer · Heeze · Heijen · 's-Herenanstel · Kasteel Hillenraad · Kasteel Hoensbroek · Hoenshuis · Holstrate · Holtmühle · Huize Holtum · Kasteel Horn · De Horst · Huys ter Horst · Ten Hove (Grathem) · Ten Hove (Panningen) · Huis Brias · Huis Darth ·  Kasteel Hurpesch · Kasteel Sint-Jansgeleen · Kasteel Jerusalem · Kasteel Kaldenbroek · Den Kamp · Kasteel Karsveld · Kasteel Keverberg · Klein Paarlo · Klimmender Huuske · De Kolck · Koppelberg · Laar · Landsfort · Kasteel Lemiers · Kasteelruïne Lichtenberg · Kasteel Limbricht · Lonesteyn · Huize Lovendael · Mazenburg · Kasteel van Meerlo · Kasteel Meerssenhoven · Meezenbroek · Kasteel van Mheer · Middelaar · Kasteel Millen · Kasteel Montfort · Movert · Mulrode · De Munt · Château Neercanne · Kasteel Neubourg · Nienghoor · Huis Nierhoven · Kasteel Nieuwenbroeck · Nije Huys · Kasteel Nijenborgh · Kasteel Nijswiller · Nijthuysen · Kasteel Obbicht · Oedenrade · Kasteel Ooijen · Kasteel Oost (Valkenburg) · Kasteel Oost (Oost-Maarland) · Kasteel Ouborg · Overen · Kasteel Passarts-Nieuwenhagen · Prickenis · Prinsenhof · Puth · De Putting · Raath · De Raay · Ravenhof · Kasteel Reijmersbeek · Kasteel van Rijckholt · Kasteel Rivieren · Rodenbroek · Rosendaal · Kasteel Schaesberg · Kasteel Schaloen · Te Scharen · Schenkenburg · Kasteel Scheres · De Spijker (Geijsteren) · De Spijker (Leeuwen) · Huis Severen · Sibberhuuske · Château St. Gerlach · Spraland · Huis De Spyker · Huize Stalberg · Stalberg (Wellerlooi) · De Steeg · Kasteel Stein · Steinhagen · Steenen Huis · Stoel van Swentibold · Strijthagen (Landgraaf) · Strijthagen (Welten) · Struyver · Kasteel Terborgh · Terlinden (Wijnandsrade) · Terveurdt · Ter Weyer · Kasteel Ter Worm · De Tombe · Huis De Torentjes · Triest · Trippaert · Kasteel Vaalsbroek · Kasteel Vaeshartelt · Valkenburg · Vliek · De Vroenhof · Vrijburg · Kasteel Wambach · Warenberg · Well · Weyershof ·  Wijlre · Kasteel Wijnandsrade · Wijnandsrade · Wijnantshof · Wissegracht · Huize Witham · Kasteel Wittem · Wolfrath · Wylre